# Guadalcázar
Guadalcázar ist eine Gemeinde mit 1.556 Einwohnern (Stand: 2024) in der Provinz Córdoba in Andalusien.

## Geographie
Die Gemeinde grenzt an Almodóvar del Río, La Carlota, Córdoba, Écija (Provinz Sevilla), Fuente Palmera und La Rambla. Der Ort ist von Ackerland umgeben.

## Geschichte
Der Ortsname stammt aus dem Arabischen. In der Zeit von Al-Andalus befand sich hier ein maurischer Palast. Im 13. Jahrhundert wurde der Ort von Ferdinand III. von Kastilien erobert und ging dann bis zur Abschaffung der Gutsherrschaft im 19. Jahrhundert in den Besitz verschiedener Feudalherren über.

## Sehenswürdigkeiten
- Torre Mocha